# Eyselite
La eyselite è un minerale.